# LMC N49
LMC N49 (ook wel PKS 0525-66, PKS B0525-661, PKS J0525-6604, SNR J052559-660453 en N49) is de helderste supernovarest in de Grote Magelhaense Wolk, op ongeveer 160.000 lichtjaar afstand van de aarde. De leeftijd wordt geschat op 5.000 jaar.
Foto's door het Chandra X-ray Observatory toonden dat N49 zich met ongeveer 67.056 kilometer per seconde verwijdert van een heldere bron van röntgen- en gammastraling, waarschijnlijk de neutronenster SGR 0525−66. Deze magnetar heeft een extreem krachtig magnetisch veld en is een zogenaamde soft gamma repeater. Op 5 maart 1979 werd een bijzonder intense gammaflits van N49 waargenomen (aangeduid als GRB 790305b).